# Andreas Gestrich
Andreas Gestrich (* 3. Juli 1952 in Ravensburg) ist ein deutscher Historiker.

## Leben
Gestrich studierte von 1973 bis 1979 Geschichte, Latein und Russisch an der Freien Universität Berlin sowie an den Universitäten Tübingen und Bristol. 1979 beendete er sein Studium mit dem 1. Staatsexamen für das Lehramt an Gymnasien in den Fächern Geschichte und Latein. Statt in den Schuldienst zu gehen, wurde Gestrich wissenschaftlicher Mitarbeiter eines DFG-Projektes zur Sozialgeschichte von Kindheit, Jugend und Familie am Institut für Erziehungswissenschaft der Universität Tübingen. 1983 folgte die Promotion zum Dr. phil. im Fach Geschichte an der Universität Tübingen. Noch im selben Jahr wechselte er an die Universität Stuttgart, an der er sich 1992 auch habilitierte.
Von 1992 bis 1997 hatte er Vertretungsprofessuren in Würzburg, Karlsruhe und Trier inne. Seit 1997 war Gestrich Professor der Neueren Geschichte an der Universität Trier. Im September 2006 übernahm er die Leitung des Deutschen Historischen Instituts in London, die er bis 2018 innehatte. Im Februar 2006 wurde Gestrich mit dem Verdienstorden des Landes Rheinland-Pfalz ausgezeichnet.
Seine Forschungsschwerpunkte sind u. a. die Historische Friedensforschung, die Mediengeschichte, die Sozialgeschichte der Religion, die Historische Migrationsforschung, die britische Geschichte sowie die Geschichte der Armut (siehe den Sonderforschungsbereich 600 „Fremdheit und Armut“).

## Publikationen (Auswahl)
- mit Susanne Mutschler: Ohmenhausen. Kindheit, Jugend und Familie im 19. Jahrhundert. Stadtverwaltung Reutlingen, Reutlingen 1984.
- Traditionelle Jugendkultur und Industrialisierung. Sozialgeschichte der Jugend in einer ländlichen Arbeitergemeinde Württembergs, 1800–1920 (= Kritische Studien zur Geschichtswissenschaft. Band 69). Vandenhoeck und Ruprecht, Göttingen 1986 (zugleich: Dissertation, Universität Tübingen 1982/1983), ISBN 3-525-35728-1.
- Absolutismus und Öffentlichkeit. Politische Kommunikation in Deutschland zu Beginn des 18. Jahrhunderts (= Kritische Studien zur Geschichtswissenschaft. Band 103). Vandenhoeck und Ruprecht, Göttingen 1994, ISBN 3-525-35766-4 (zugleich: Habilitationsschrift, Universität Stuttgart 1992), ISBN 3-525-35766-4.
- Geschichte der Familie im 19. und 20. Jahrhundert (= Enzyklopädie deutscher Geschichte. Band 50). Oldenbourg, München 1999, ISBN 3-486-55755-6, 3. Aufl. 2013, ISBN 978-3-486-71410-4.
- Vergesellschaftungen des Menschen. Einführung in die Historische Sozialisationsforschung. Ed. diskord, Tübingen 1999, ISBN 3-8929-5667-7.
- mit Rainer Lächele (Hrsg.): Johann Jacob Moser. Politiker – Pietist – Publizist. Braun, Karlsruhe 2002, ISBN 3-7650-9055-7.
- mit Jens-Uwe Krause, Michael Mitterauer: Geschichte der Familie (= Europäische Kulturgeschichte, Band 1), Kröner, Stuttgart 2003, ISBN 3-520-37601-6.
- mit Hermann Both: Revolutionen in Europa: 1789 – 1917 – 1989. Einheit oder Teilung Europas durch Revolutionen? (= Kurshefte Geschichte) Cornelsen, Berlin 2004 (Schulbuch).
- mit Lutz Raphael: Inklusion – Exklusion. Studien zu Fremdheit und Armut von der Antike bis zur Gegenwart. Peter Lang, Frankfurt a. M. u. a. 2008, ISBN 978-3-631-56573-5.
- mit Siegfried Hermle und Dagmar Pöpping (Hrsg.): Evangelisch und deutsch? Auslandsgemeinden im 20. Jahrhundert zwischen Nationalprotestantismus, Volkstumspolitik und Ökumene. Vandenhoeck & Ruprecht, Göttingen 2020, ISBN 978-3-525-56492-9.